# Kostel svatého Petra (Kosovska Mitrovica)
Kostel svatého Petra (albánsky Kisha e Shën Pjetrit, srbština Црква светог Петра/Crkva svetog Petra), známý také jako Saský kostel (srbsky Сашка црква/Saška crkva), nebo Latinský kostel (srbsky Латинска црква/Latinska crkva) se nachází v blízkosti města Kosovska Mitrovica, u dolu Stari trg. Do dnešních dob se dochovala jen část jeho zdiva v místě bývalého oltáře (apsida na východní straně). Původně sloužil věřícím římskokatolické církve. 
Kostel byl zbudován na půdorysu 14x19 m jako trojlodní. Na jeho výstavbu byly použity cihly a kámen.
Byl zbudován saskými horníky a katolickými obchodníky, kteří pobývali na území středověkého srbského státu. Z architektonického hlediska vycházel z byzantských a srbských[zdroj?] architektonických tradic. Na území Kosova se nacházely doly různých kovů (např. v Novém Brdu, či v Trepči), které byly zdroje bohatství tehdejších vládců a předmětem mezinárodního obchodu. Kostel byl poprvé připomínán v roce 1303, přestože početnější obyvatelstvo katolického vyznání bylo přítomno v dané oblasti až od 15. století. 
V roce 1967 byly v ruinách kostela provedeny architektonické a konzervační práce.